# Carlo Ratti
}
Carlo Ratti é inventor, professor, ativista, arquiteto e engenheiro. Trabalha no Massachusetts Institute of Technology (Boston, EUA). Onde dirige o MIT SENSEable; um grupo de pesquisa que explora a forma como as novas tecnologias estão mudando o estilo de vida, planejamento e vivência das cidades. Carlo, é também o sócio fundador do design internacional, e foi nomeado como um dos "50 mais influentes designers da América" pela revista Fast Company, Wired Magazine na Smart List das "50 pessoas que vão mudar o mundo". Ratti também apareceu na lista das "2008 melhores e mais brilhantes" pela Revista Esquire, e foi selecionado como um dos "60 inovadores que moldam o nosso futuro criativo" por Thames e Hudson. Assim como em muitas outras revistas populares. Ele nasceu em Turim, dia 7 de janeiro, no ano de 1971.

## Formação
Ratti formou tanto no Politecnico di Torino como na École Nationale des Ponts et Chaussées, em Paris, França. Mais tarde, ele recebeu os títulos de Mestrado e Doutorado do Martin Centre da Universidade de Cambridge, Reino Unido. Em 2000 se mudou para o Massachusetts Institute of Technology (MIT) como Fulbright fellow, trabalhando com Hiroshi Ishii no MIT Media Lab.

## Visão
Em 2011, em uma TED Talk, em Long Beach, Ratti introduz a idéia de uma arquitetura que detecta e responde "[11]. As tecnologias digitais estão se tornando cada vez mais interligado e gaguejou, mudando de acordo com a interação entre os seres humanos e do ambiente construído. E' como se nossas cidades, nossos edifícios e objetos estavam começando a "responder a nós." Em uma discussão com o arquiteto Peter Cook, realizada em Londres, durante a série de lições Arquitetura 2011/2012 do Royal College of Art, Ratti relaciona a sua visão com a famosa frase que Michelangelo Buonarroti disse ao seu Moisés: "Porque você não fala? ".
Em seu trabalho Ratti está preocupado com o ambiente construído - a partir de estradas para os sistemas de canalização de gestão de resíduos - com novos modelos de sensores e dispositivos eletrônicos portáteis que transformaram a nossa forma de descrever e decodificar a cidade. Outros projetos inverteu a equação - o recurso a dados coletados pelos sensores para criar novos ambientes. A Copenhagen Wheel, desenvolvido pelo MIT SENSEable Cidade Lab, explora como uma qualquer bicicleta pode se transformar em e-bike interativa com a simples substituição do cubo de uma roda. O projeto Trash Track [13] usa trilhas eletrônicas para melhor compreender e otimizar o fluxo de resíduos através da cidade. Ratti também abriu um centro de pesquisa em Singapura, como parte de uma iniciativa liderada pelo MIT para estudar o futuro da mobilidade urbana [14].
O trabalho de Ratti tem sido pioneira no campo das "cidades inteligentes" ou "smart cities". Em um artigo publicado pela Scientific American e também assinado por Anthony M. Townsend, no entanto, Ratti contrasta a visão tecnocrática vigente sobre cidades inteligentes, em vez enfatizando a "face humana" das tecnologias urbanas e seu potencial para promover um sociais reforçada "bottom up ", ou seja, de baixo para cima.

## Arquitetura e design
Os projetos de Ratti conectam a dimensão física com o digital de forma inovadora. O Pavilhão da Água Digital projetado para Expo 2008 em Saragoça reage aos visitantes, abrindo uma cortina de água para deixá-los entrar - uma interpretação literal da arquitetura fluida. No jardim de inverno da grife Trussardi , na região central Piazza della Scala, em Milão, desenvolvido com o botânico Patrick Blanc, uma cúpula de vertical verde é suspenso dentro de uma caixa de vidro para permitir que novas interações com as pessoas no interior e no exterior. A proposta feita para as Olimpíadas de Londres 2012 transformou um edifício histórico em uma "nuvem" de arte interativa.
Vários projetos de design são baseadas em visualização de dados. Real Time Rome , que ocupou um pavilhão inteiro na Bienal de Arquitetura de Veneza em 2006, explorou a dinâmica em tempo real de uma cidade mapeada por meio de dados coletados a partir de telefones móveis. New York Talk Exchange, realizada no MoMA, em Nova York, como parte da exposição "Design and the Elastic Mind" , foi ainda mais longe, explorando os fluxos de comunicações globais com Saskia Sassen. Vários projetos SENSEable Cidade Lab do MIT foram incluídos na lista por Fast Company "Melhor Infografia de 2011" [17]. Um projeto para analisar e exibir dados resultou em um editorial publicado pelo The New York Times sobre o redesenho do mapa dos Estados Unidos.
Durante o Salone del Mobile em Milão, em 2013, Ratti competiu em design de produto, com "Our Universe" [19] um projeto para Cassina, renomado produtor de mobiliário e decoração de interiores. Também durante o Salone del Mobile outro projeto, Makr Shakr [20] explorara a Terceira Revolução Industrial e seus efeitos sobre a criatividade e design através de um processo simples como preparar uma bebida.
Atualmente Ratti esta tratando o "Future Food District" , um dos temas da Expo 2015 de Milão.

## Contribuições científicas
Ratti é autor de mais de 250 publicações científicas. Em um artigo publicado na influente Environment and Planning B[22] discute a validade da técnica de análise Urban Space Syntax. É sido um pioneiro em explorar o uso de dados coletados por telefones móveis para entender a dinâmica urbana, que tem se transformado em um campo estável de pesquisa científica. Em geral, o MIT MIT Senseable City Lab trabalha em estudos que utilizam a análise de rede e ciência da complexidade para compreender melhor a cidade. Alguns aspectos desta questão foram discutidos por Ratti na transmissão The Seed Salon de Seed Magazine[23], durante uma conversa com o matemático Steven Strogatz.

## Ensino e ativismo
Ratti lecionou no Instituto Politécnico de Turim, a Ecole Nationale des Ponts et Chaussées, Harvard University, o Strelka Institue e MIT.
A lição "Infoscape Urbano", realizado na Graduate School of Design de Harvard em 2004, foi fundamental na definição da visão que inspira o MIT SENSEable Cidade Lab [24].
Em 2011, Ratti foi um membro do Lab Team e um curador para a sede da BMW Guggenheim Lab [25] Berlin. E 'também foi diretor do programa de ensino no Instituto Strelka de Mídia, Arquitetura e Design, em Moscou e Professor Honorário Visitante na RMIT em Melbourne, em 2014.
Quando um estudante de pós-graduação na Universidade de Cambridge, Ratti foi um dos iniciadores do Progetto Collegium para a reforma das universidades italianas, juntamente com filósofos Umberto Eco e Marco Santambrogio. O projeto levou à fundação do Colégio de Milão e outras instituições. Ratti tem participado em diversas iniciativas cívicas, especialmente para preservar o património arquitectónico da indústria italiana.
Em junho de 2007, o Ministro da Cultura e Turismo Francesco Rutelli selecionou Ratti selecionado como membro do Conselho do Design italiano [26], um comité consultivo para o governo italiano, que inclui 25 líder de design italiano. Ratti também foi coordenador do Comitê Valdo Fusi, uma iniciativa popular para o redesenho do Piazzale Valdo Fusi, em Turim.
Em 2009, ele trabalhou em várias iniciativas cívicas em Brisbane, na Austrália, depois de ser nomeado "Queensland's Inaugural Innovator in Residence" uma iniciativa do Governo de Queensland, que convida pensadores famosos de todo o mundo para trazer a contribuição de sua perspectiva única sobre as questões que atualmente afligem os habitantes da região.
Desde 2009 Ratti era um delegado para o Word Economic Formum em Davos e faz parte do Conselho da Agenda Global WEF para infra-estrutura e desenvolvimento urbano [27].

## Publicações
Ratti é um colaborador do jornal Il Sole 24 Ore e da revista de design Domus. Ele tem escrito para a Scientific American, The Architectural Review, The Press, BBC, The Huffington Post, The New York Times, Le Monde, El País, Süddeutsche Zeitung, The Herald Global. Em 2014, ele também publicou um livro para Einaudi sobre o tema Arquitetura Open Source, com o mesmo título ("Architettua Open Source - Rumo a um projeto aberto") [28], que assinou em conjunto com Matthew Claudel e muitos outros co-autores (Ethel Baraona Pohl, Assaf Biderman, Michele Bonino, Ricky Burdett, Pierre-Alain Croset, Keller Easterling, Giuliano da Empoli, Joseph Grima, John Habraken, Alex Haw, Hans Ulrich Obrist, Alastair Parvin, Antoine Picon, Tamar Shafrir). Em 2015, o livro também será publicado em Inglês pela editora Thames e Hudson.